# Rodolfo Castellanos
Rodolfo Castellanos (Oaxaca de Juárez, Oaxaca, 1980) es un chef mexicano.
Estudió en el Instituto Culinario de México en Puebla. Su carrera profesional comienza con la cocina tradicional de Francia en el Principado de Mónaco, la embajada de Francia en México, y restaurantes con Estrella Michelin en Estados Unidos como Jardinière de Traci Des Jardins y La Mar del chef peruano Gastón Acurio en San Francisco.
En 2011 abrió su restaurante Origen en la ciudad de Oaxaca. En el año 2012 su restaurante recibe la nominación de los Gourmet Awards de Travel and Leisure como mejor restaurante nuevo. En el mismo año es reconocido como chef ganador de la segunda distinción Bohemia.
En el año 2016 resulta ganador de la primera temporada de Top Chef México, programa que canal Sony produce para Latinoamérica.
En 2017 los Gourmet Awards de Travel and Leisure nominan a su restaurante en la categoría mejor cocina regional y en 2018 es nominado nuevamente como mejor restaurante local.